# Пінлян
Пінлян (кит. спр. 平凉市, піньїнь: Píngliàng Shì) — місто-округ в китайській провінції Ганьсу. 

## Географія
Пінлян розташовується у східній частині провінції на схід від пасма Алашань у межах Лесового плато.

### Клімат
Місто знаходиться у зоні, котра характеризується вологим континентальним кліматом з теплим літом. Найтепліший місяць — липень із середньою температурою 21.7 °C (71 °F). Найхолодніший місяць — січень, із середньою температурою -4.4 °С (24 °F).
| Клімат Пінляна          | Клімат Пінляна | Клімат Пінляна | Клімат Пінляна | Клімат Пінляна | Клімат Пінляна | Клімат Пінляна | Клімат Пінляна | Клімат Пінляна | Клімат Пінляна | Клімат Пінляна | Клімат Пінляна | Клімат Пінляна | Клімат Пінляна |
| Показник                | Січ.           | Лют.           | Бер.           | Квіт.          | Трав.          | Черв.          | Лип.           | Серп.          | Вер.           | Жовт.          | Лист.          | Груд.          | Рік            |
| Абсолютний максимум, °C | 12             | 17             | 23             | 32             | 32             | 32             | 33             | 32             | 27             | 26             | 20             | 12             | 33             |
| Середній максимум, °C   | 1              | 6              | 11             | 17             | 20             | 26             | 27             | 25             | 20             | 15             | 7              | 3              | 15             |
| Середня температура, °C | −4             | 0              | 5              | 10             | 14             | 19             | 21             | 20             | 15             | 9              | 3              | −2             | 9              |
| Середній мінімум, °C    | −10            | −6             | 0              | 4              | 8              | 12             | 16             | 15             | 10             | 3              | −1             | −7             | 3              |
| Абсолютний мінімум, °C  | −18            | −16            | −8             | −7             | 0              | 5              | 10             | 6              | 1              | −5             | −13            | −16            | −18            |
| Норма опадів, мм        | 0              | 0              | 0              | 30             | 50             | 60             | 80             | 90             | 80             | 20             | 0              | 0              | 480            |
| Днів з дощем            | 2              | 1              | 3              | 7              | 6              | 7              | 9              | 8              | 7              | 5              | 2              | 1              | 62             |
| Вологість повітря, %    | 44             | 48             | 53             | 51             | 60             | 59             | 70             | 76             | 76             | 72             | 67             | 60             | 61             |
| ----------------------- | -------------- | -------------- | -------------- | -------------- | -------------- | -------------- | -------------- | -------------- | -------------- | -------------- | -------------- | -------------- | -------------- |
| Джерело: Weatherbase    |                |                |                |                |                |                |                |                |                |                |                |                |                |

## Адміністративний поділ
Префектура поділяється на 1 район, 1 місто і 5 повітів
| Карта                                                       | Карта     | Карта    | Карта            |
| ----------------------------------------------------------- | --------- | -------- | ---------------- |
| Цзіннін Чжуанлан Хуатін Кунтун Цзінчуань Лінтай ① ① Чунсінь |           |          |                  |
| Статус                                                      | Назва     | Оригінал | Населення (2020) |
| Район                                                       | Кунтун    | 崆峒区   | 504 265          |
| Місто                                                       | Хуатін    | 华亭市   | 182 449          |
| Повіт                                                       | Лінтай    | 灵台县   | 156 224          |
| Повіт                                                       | Цзіннін   | 静宁县   | 365 637          |
| Повіт                                                       | Цзінчуань | 泾川县   | 222 210          |
| Повіт                                                       | Чжуанлан  | 庄浪县   | 335 684          |
| Повіт                                                       | Чунсінь   | 崇信县   | 82 138           |